# ワインレッド
ワインレッド（英: wine red）は、濃い赤紫色。葡萄酒色。ワイン色。バーガンディー（バーガンディ）。

## 概要
英語ではバーガンディー（あるいはバーガンディ。burgundy）、フランス語ではブルゴーニュ（bourgogne）とも呼ばれる。これは、フランスのブルゴーニュで産出するブルゴーニュワインに由来する。これに対して、フランス語、イタリア語などでは、マルーンのことを、フランスのボルドーで産出するボルドーワインにちなみ、ボルドー（Bordeaux）と呼ぶ。
同じワインに由来する色名であっても、ワインレッド（バーガンディー）が紫味の強い赤であるのに対し、マルーン（ボルドー）は茶色味の強い赤である。
JIS慣用色名では、ワインレッド、バーガンディー、ボルドー、マルーンを、それぞれ別の色名として設定している。JIS慣用色名でのバーガンディーは、ワインレッドより暗く茶色味の強い色である。
日本語では、えんじ味の強い赤色全般を指すことが多い。

## 近似色
- 赤
- 紫
- 茶色
- 小豆色
- 葡萄色
- 海老茶
- マルーン
- えんじ色
- 国鉄色 - 赤7号、ぶどう色2号、ぶどう色3号